# Jacob de Haan

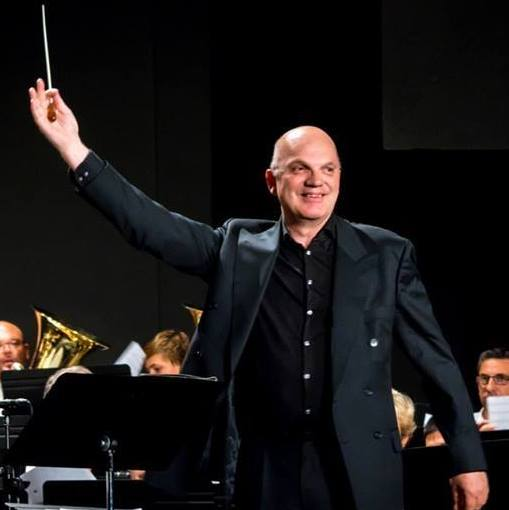
Jacob de Haan

Jacob de Haan (* 28. März 1959 in Heerenveen, Provinz Friesland) ist ein niederländischer Komponist und Musiker. Er veröffentlicht Werke auch unter den Pseudonymen Dizzy Stratford, Ron Sebregts, Robert van Beringen und Tony Jabovsky.

## Leben und Karriere
Jacob de Haan ist Sohn eines Musikinstrumentenbauers. Er bekam schon recht früh Klavierunterricht bei Martin Kuipers und Kornettunterricht bei Jan Holtrop in der Musikschule seiner Heimatstadt. Ebenso früh spielte er Flügelhorn (Bugel) in der bekannten Brass-Band Pro Rege aus Heerenveen. Mit 14 Jahren komponierte er drei Quartette für Blechbläser sowie ein Divertimento für Flöte und Piano. Mit 16 Jahren bestellte man ihn zum Organisten einer reformierten Gemeinde in Heerenveen, und er machte Bekanntschaft mit der niederländischen und internationalen Orgelliteratur. Dies wirkt in seine Kompositionen, insbesondere für Bläser, hinein.
Er absolvierte das Konservatorium in Leeuwarden, in dem er Schulmusik bei Hiepko H. Boer und Blasorchester-Direktion bei Henk van Loo sowie später das Hauptfach Orgel bei Piet Post und Jan Jongepier studierte. Danach lehrte er an diversen niederländischen Musikschulen. Er lebt in Rotterdam und widmet sich vornehmlich der Komposition und dem Arrangieren.
Bei einem Kompositionswettbewerb, der von der Dr.-Dazert-Stiftung in Zusammenarbeit mit dem Internationalen Musikbund und der Euregio via salina ausgeschrieben wurde, errang de Haan 2007 mit seiner Missa Katharina den ersten Platz. Sie wurde am 21. Oktober 2007 in der Basilika Ottobeuren uraufgeführt.
2018 wurde er mit dem niederländischen Musikpreis Buma Classical Award der Stiftung Buma Cultuur ausgezeichnet.
Sein Bruder Jan de Haan ist ebenfalls Komponist.

## Werke

### Werke mit Blasorchester
- 1981 East Anglia
- 1984 Crazy Music in the Air
- 1985 Dreaming
- 1985 Introitus zum Weihnachtsfest (Introitus voor Kerst)
- 1985 Fox from the North
- 1986 Suite Symétrique
  1. Prélude et Scherzo
  2. Choral Dorien
  3. Rondo d’Avignon
- 1986 Grounds
- 1987 Free World Fantasy
- 1987 Song of Liberation
- 1988 Caribbean Variations on a Tune
- 1988 Cat named Bumpers
- 1988 Cornfield Rock
- 1988 Discoduction
- 1988 Pastorale Veränderungen (Pastorale Veranderingen)
- 1988 Oregon Fantasy for band
- 1989 Queens Park Melody
- 1990 La Storia
- 1992 Double Dutch (Dizzy Stratford)
- 1997 Choral Music
- 1997 Ross Roy Ouverture for Band
- 1997 Yellow Mountains
- 2002 Dakota – Indian sketches
  1. the great spirit
  2. buffalo hunting
  3. smoking the pipe
  4. the ghost dance
  5. pilgrims at wounded knee
- 2002 Missa Brevis für Chor und Blasorchester
  1. Kyrie
  2. Gloria
  3. Credo
  4. Sanctus
  5. Benedictus
  6. Agnus Dei
- 2003 The Saint and the City Partly based on the hymn tune „Laudate Dominum“
- 2003 The Blues Factory
- 2006 Kraftwerk
- 2007 Missa Katharina für Chor und Blasorchester
  1. Preludium
  2. Kyrie
  3. Gloria
  4. Alleluia
  5. Interludium
  6. Credo
  7. Sanctus
  8. Benedictus
  9. Agnus Dei
  10. Amen
  11. Postludium
- 2007 Cantica de Sancto Benedicti für Chor und Blasorchester
- 2008 Jubilate – Waldkircha in Musica
- 2016 The White Stone

- A Salzburg Impression
- Ammerland
- Bridge between nations for concert band
- Concerto d'Amore
- Contrasto Grosso
- Crazy Music in the Air
  1. Air
  2. Crazy music
- Diogenes
- Dreaming – based on a German folksong
- Everest – Concert March
- Festa paesana – Folkloric sketches for band
- Friends For Life (Dizzy Stratford)
- German love song – Based on a romantic folk song
- Glasnost (Arrangement; Komp.: P. I. Tschaikowskij, A. Alexandrow)
- Hanseatic Suite
- In concert
  1. March along
  2. Beetle blues
  3. House party
  4. Slow motion
  5. Czardas
  6. Farmhouse rock
  7. Soul ballad
  8. English waltz
  9. Sunny samba
  10. Rhythm and blues
  11. Close finish
- Introduction and modern Beat (Dizzy Stratford)
- Majestic Prelude
- On Tour
  1. Welcome to the world
  2. Portugal
  3. Denmark
  4. Zimbabwe
  5. United States
  6. Bosnia-Hercegovina
  7. Turkey
  8. Brazil
  9. Russia
  10. Poland
  11. Egypt
  12. Greece
  13. England
- Ottoman Dances
- Pacific Dreams
- Pasadena
- Pastorale Symphonique
- Postcard from Greece
- Remembrance Day
- Sa Música
- Singapore Rhapsody
- Song of Praise
- Symphonic Variations
- The Book of Urizen für Solisten, Sprecher und Blasorchester
  1. The Vision
  2. The Creation
- The seminar hymn
- The spirit of Christmas
- The Universal Band Collection
  1. Western Girl
  2. Just a Ballad
  3. Play the Game
  4. San Diego
  5. Final Dance
- Utopia
- Variazioni in Blue
- Viterbo (March)
- Virginia
- Westfort Overture
- Who did it?